# لوروت
لوروت (به ارمنی: Լորուտ) یک روستا در ارمنستان است که در استان لوری واقع شده‌است.  در  کیلومتری شمال وانادزور، مرکز استان لوری واقع شده است.

## نگارخانه

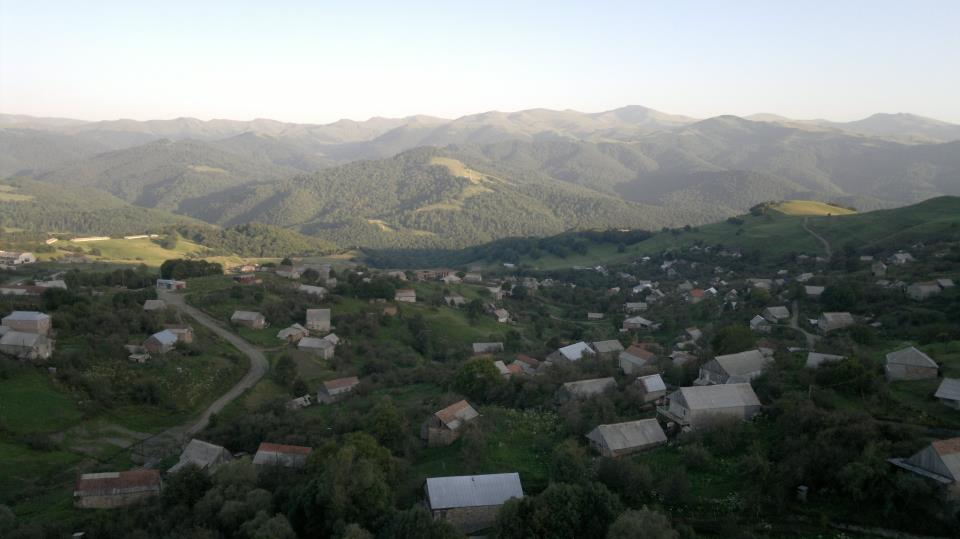

## خصوصیات
لوروت  ۱٬۱۹۶ نفر 
جمعیت دارد و در ارتفاع  متر بالاتر از سطح دریا قرار گرفته است.